# Edificis Trade
Els Edificis Trade són un conjunt arquitectònic situat a la Gran Via de Carles III de Barcelona, catalogat com a bé amb elements d'interès (categoria C).

## Història
Des del segle xvi, en aquest indret hi havia una masia coneguda com a Can Grau. Durant la dècada de 1930 el mas es transformà en casa de veïns, amb un total de 14 habitatges, però el 1943 fou venut i finalment enderrocat l'any 1963.
Projectades pels arquitectes Josep Antoni Coderch i Manuel Valls, les obres van començar el 1966; el 1968 es va acabar la torre oest, el 1970 la torre nord, i la torre est i sud l'any 1971. L'any 1969 van ser seleccionades per als premis FAD d'arquitectura.

## Descripció
Es tracta d'un conjunt de quatre edificis d'oficines de planta de creu lobulada, tres d'ells units per la planta baixa, i en el qual cada edifici és una torre, dues d'onze plantes i dues de dotze. Inicialment, el projecte preveia dues plantes més per torre, però finalment es reduïren al nombre actual. Disposa d'un perímetre enjardinat que dona accés a les diferents torres i als locals de la planta baixa. També disposa de zones comunes com un auditori, sales de reunions, aparcament, restaurant, etc.
La solució de les façanes és envidrada, ja que en opinió dels mateixos arquitectes el vidre atorga una impressió de lleugeresa, necessària donada l'alçada de les torres. Aquest mur cortina, solució habitual en aquesta arquitectura, aconsegueix aquí la seva màxima capacitat expressiva, en corbar-se sinuosament i dotar-la d'un protagonisme que supera la mateixa arquitectura, jugant amb la llum natural, reflectint-la de dia i amb la llum artificial dibuixant l'edifici des de l'interior, a la nit.
Aquesta construcció intenta trencar la monotonia dels blocs prismàtics, característica comuns dels edificis d'oficines circumdants buscant la relació entre l'esfera pública i privada amb la disgregació del bloc d'oficines en quatre cossos independents, considerant la circulació dels vianants que es desenvoluparia entre ells.
El conjunt recupera les experiències del Moviment Modern, i en especial les primeres solucions de Mies Van der Rohe en els gratacels de vidre, però amb una intenció renovadora.